# Bolivianisch-haitianische Beziehungen
Die Bolivianisch-haitianischen Beziehungen beschreiben das bilaterale Verhältnis zwischen dem Plurinationalen Staat Bolivien einerseits und der Republik Haiti andererseits.
Beide Länder sind Mitglieder der Vereinten Nationen und der Organisation Amerikanischer Staaten. Bolivien gehört als Gründungsmitglied mit kurzen Unterbrechungen der Bolivarianischen Allianz für Amerika (ALBA) an, während Haiti in dieser Organisation einen Beobachterstatus hat.

## Geschichte und Stand
Haiti erlangte die Unabhängigkeit von der früheren Kolonialmacht Frankreich bereits im Jahr 1804, während Bolivien im Jahr 1825 von Spanien unabhängig wurde.
Die Botschaft Boliviens in Havanna, Kuba, ist auch für Haiti zuständig. Für haitianische Staatsangehörige besteht Visumspflicht für Bolivien.
Bolivien ist ein Transitland für Haitianer, die versuchen, über Süd- und Mittelamerika in die Vereinigten Staaten zu gelangen. Berichten zufolge handelt es sich um rund 5000 Menschen pro Jahr.
Bolivien beteiligte sich im Jahr 1994 an der von den Vereinten Nationen sanktionierten und von den Vereinigten Staaten geführten Operation Uphold Democracy in Haiti, deren Ziel es war, den frei gewählten Präsidenten Jean-Bertrand Aristide, der nach einem Militärputsch abgesetzt war, in sein Amt zurückkehren zu lassen.
Von 2004 an nahm Bolivien an der Stabilisierungsmission der Vereinten Nationen für Haiti (MINUSTAH) teil. Im Jahr 2015, zwei Jahre vor Ende der Mission, verließen die letzten bolivianischen Soldaten das Land. Das bolivianische Kontingent umfasste 205 Kräfte. Über die Jahre waren im Rahmen der MINUSTAH über 3000 Bolivianer in Haiti im Einsatz.
Nach dem verheerenden Erdbeben in Haiti vom 12. Januar 2010 sandte Bolivien unmittelbar 11 Tonnen Medikamente, Blut und Lebensmittel sowie 20 auf Naturkatastrophen spezialisierte Ärzte nach Haiti. Ferner beschloss der bolivianische Außenminister mit seinen Amtskollegen aus Kuba, Nicaragua, Antigua und Barbuda sowie Saint-Vincent, im Rahmen der Bolivarianischen Allianz für Amerika dem Land Nothilfe zu leisten und an einem nachhaltigen Wiederaufbau mitzuwirken.
Der Film „Ainsi parla la mer“ (So sprach das Meer) des haitianischen Filmemachers Arnold Antonin wurde im September 2020 mit dem lateinamerikanischen Preis für den besten mittellangen Film bei der 16. Ausgabe des Menschenrechtsfestivals von Sucre, der Hauptstadt Boliviens, ausgezeichnet.
Im Oktober des Jahres 2021 erhob die bolivianische Regierung den Vorwurf, die wegen der Ermordung des haitianischen Präsidenten Jovenel Moïse verdächtigte Gruppe Attentäter hätte auch einen Anschlag auf den bolivianischen Präsidenten Luis Arce geplant.